# هوتای سکوریتیز
هوتای سکوریتیز (انگلیسی: Huatai Securities) شرکت خدمات مالی و مدیریت سرمایه‌گذاری چینی است، که در سال ۱۹۹۱ تأسیس شد.